# Idioma chorote iyo'wujwa
El chorote iyo'wujwa es una lengua perteneciente a la familia lingüística mataco-guaicurú. La hablan aproximadamente 2200 personas, principalmente en Argentina en donde hay 1500 hablantes, de los cuales el 50% son monolingües. Los nombres alternativos incluyen: choroti, manjuy y manjui.
Hay 8 hablantes en Bolivia y alrededor de 650 en Paraguay, de los que aproximadamente 480 se consideran monolingües. Estos hablantes en Paraguay solo se refieren a sí mismos como manjui o inkijwas. Se refieren a los que residen en Argentina como los iyo'wujwas, aunque algunos que residen con estas personas en Argentina han emigrado de Paraguay. La mayoría de los manjui menores de 40 años pueden leer y escribir en su propio idioma y se les enseñó en sus propias escuelas. La ubicación principal de estas personas es un asentamiento llamado Santa Rosa, en el departamento de Boquerón. Otros lugares incluyen Mariscal Estigarribia, Pedro P. Peña y Yakaquash.

## Fonología

### Vocales
El inventario incluye 6 vocales.
|         | Anterior | Posterior |
| ------- | -------- | --------- |
| Cerrada | i        | u         |
| Media   | e        | o         |
| Abierta | a        | ɑ         |

### Consonantes
El chorote tiene 19 consonantes.
|             |           | Bilabial | Bilabial | Alveolar | Alveolar | Postalveolar | Postalveolar | Palatal | Velar | Velar       | Glotal | Glotal |
| llana       | eyectiva  | llana    | eyectiva | llana    | eyectiva | llana        | eyectiva     | Palatal | llana | labializada |        |        |
| ----------- | --------- | -------- | -------- | -------- | -------- | ------------ | ------------ | ------- | ----- | ----------- | ------ | ------ |
| Oclusiva    | Oclusiva  | p        | pʼ       | t        | tʼ       |              |              |         | k     | kʼ          | ʔ      |        |
| Fricativa   | Fricativa |          |          | s        |          |              |              |         |       |             | h      | hʷ     |
| Africada    | Africada  |          |          |          | t͡sʼ      | t͡ʃ           | t͡ʃʼ          |         |       |             |        |        |
| Nasal       | Nasal     | m        |          | n        |          |              |              |         |       |             |        |        |
| Aproximante | sin voz   |          |          | ɫ̥        |          |              |              |         |       |             |        |        |
| Aproximante | con voz   |          |          | l        |          |              |              | j       | w     |             |        |        |